# Vitovt Putna
Vitovt Kazimirovitch Putna (russe : Ви́товт Казими́рович Пу́тна, lituanien : Vytautas Putna), né le 31 mars 1893 dans le Gouvernement de Vilna et mort le 12 juin 1937 à Moscou est un ancien combattant lituanien de la Première Guerre mondiale au sein de l'Armée impériale russe, qui devint officier de l'Armée rouge. Attaché militaire soviétique à Berlin, puis, à Londres, il fut victime des Grandes Purges et des procès de Moscou,. Ses témoignages obtenus sous la torture déclenchent une nouvelle vague d'arrestations et précipitent notamment l'arrestation de Mikhaïl Toukhatchevski,. Fusillé après un procès truqué, il est enterré dans la fosse commune du cimetière Donskoï, il sera réhabilité en 1957.
Vitovt Putna est l'auteur de deux livres de mémoires de guerre, Un aller retour pour la Wisła (К Висле и обратно, K Visle i obratno, Moskva, 1927) et Front de l'Est (Восточный фронт, Vostochnyĭ front, 1959). 